# Burg Wartenberg (Hessen)
Burg Wartenberg – historische Namensformen: Wartinberg (1232); Warthenberg (1293); im Volksmund auch Wartebach genannt – ist die Ruine einer Spornburg etwa einen Kilometer östlich von Angersbach, einem Ortsteil der im mittelhessischen Vogelsbergkreis gelegenen Gemeinde Wartenberg. Sie liegt in 268 m ü. NHN Höhe auf dem flachen Felssporn eines kleinen Hügels in einer Schleife des Flüsschens Lauter. Die Ruine gab Angersbach und Landenhausen nach ihrem Zusammenschluss 1972 den Namen und 1978 das Wappen. Weiterhin gilt die Burgruine als das Wahrzeichen der Gemeinde und steht zudem unter Denkmalschutz.

## Geschichte der Burg

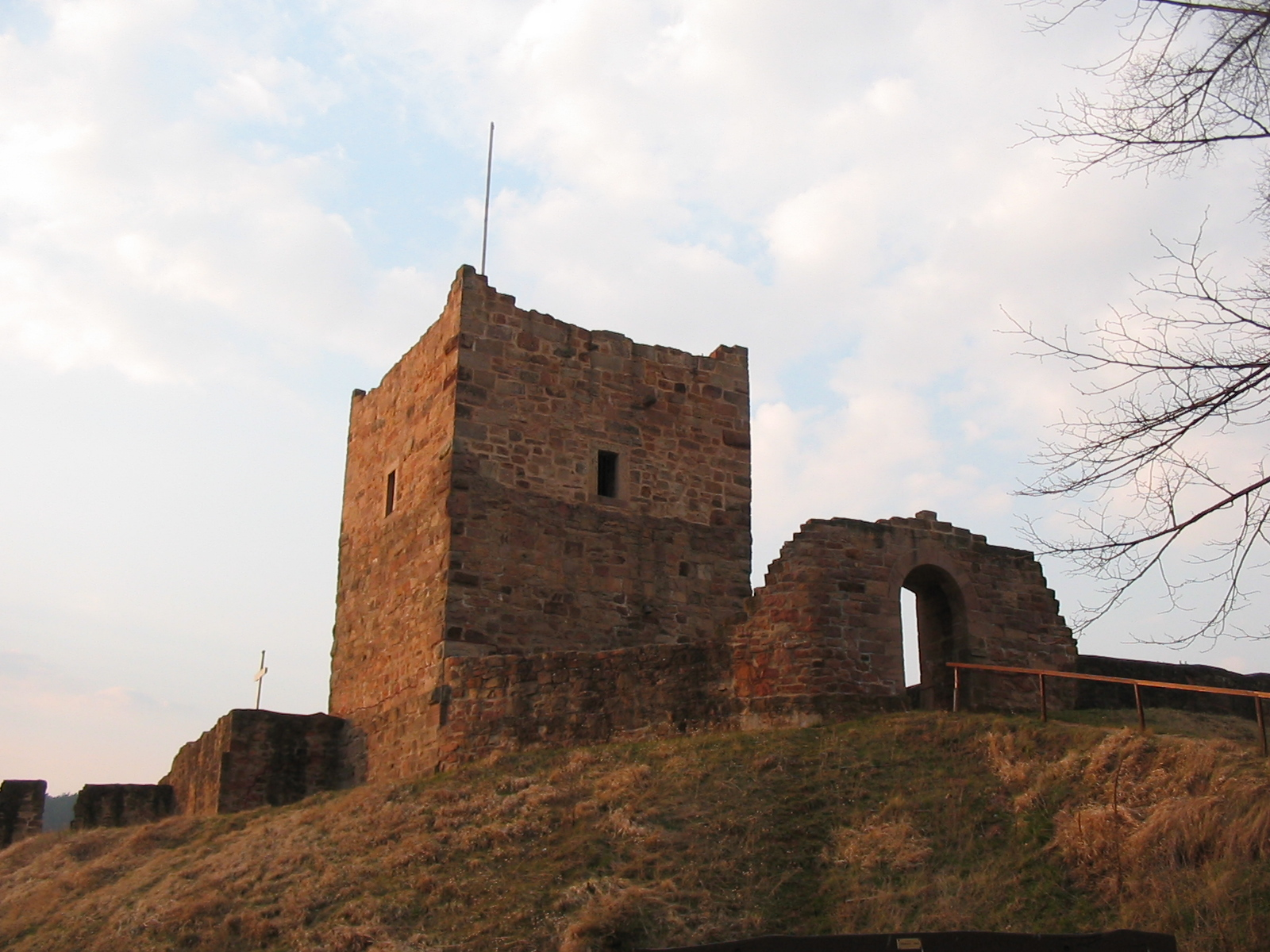
Bergfried der Ruine. Seit dem Jahr 2002 ragt der Turm neuneinhalb Meter in die Höhe.

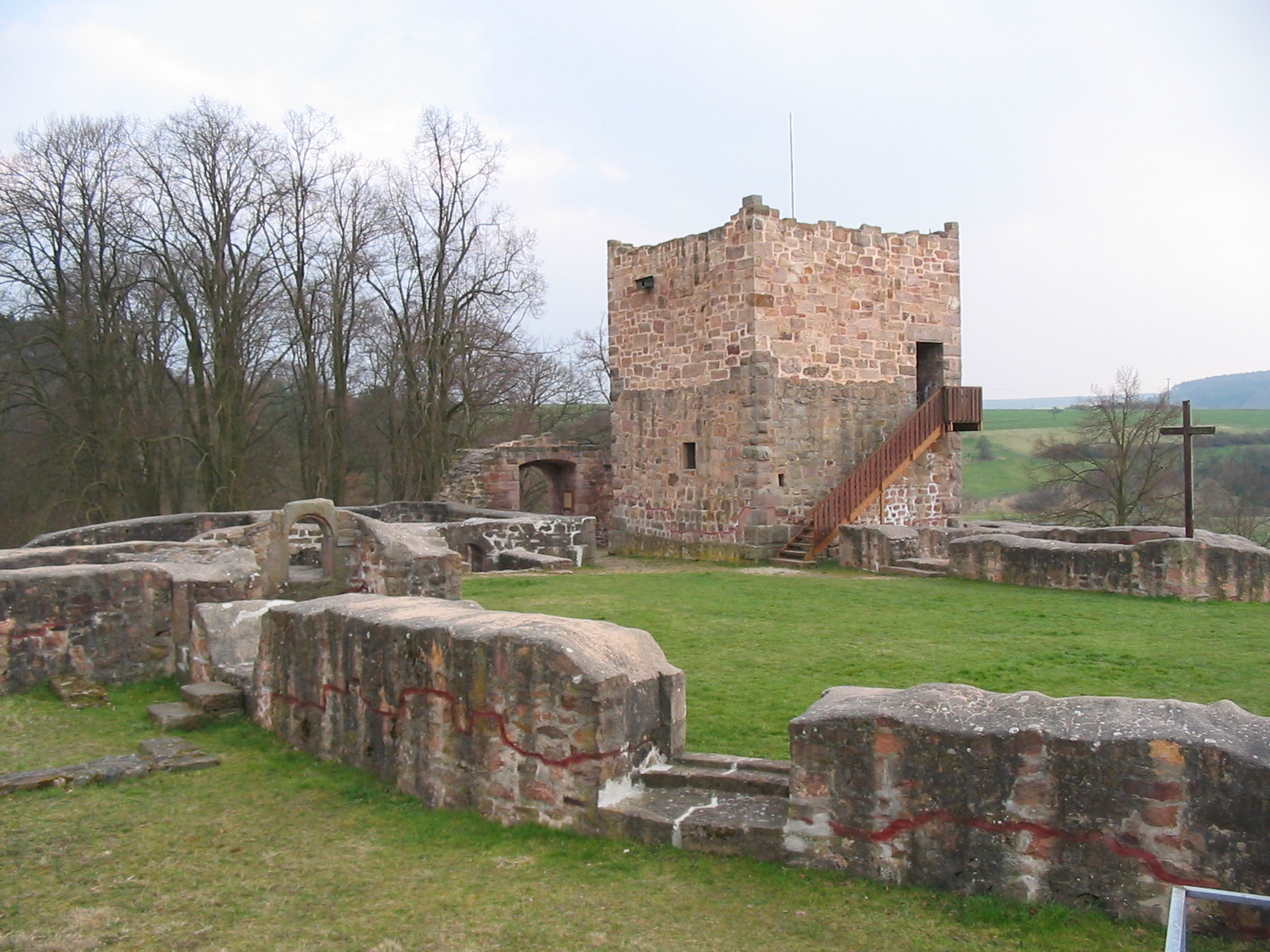
Blick in den Innenhof der Kernburg

### Vorgeschichte
Bei der Prospektion der archäologischen Stätte und im Zuge von Ausgrabungen durch Karl Maurer von 1938 bis 1940 wurden unter den Trümmern der Burg zwei Vorratsgruben der römischen Kaiserzeit (ca. 200 n. Chr.) und Reste von 8 karolingischen Wehrhöfen (ca. 700 n. Chr.) entdeckt. Gefunden wurden schiefwinklige Fundamentmauern, die mit Lehm verarbeitet waren. Diese Fundamente könnten nach der „Lauterbach-Schlitzer-Grenzbeschreibung“ von 812 Bestandteile der Siedlung „Ungefures“ gewesen sein. So heißt es in dem Dokument lateinisch in villa, que dicitur ungefures. Es ist von mindestens vier Häusern auf dem Kernhügel auszugehen. Um 1000 n. Chr., vor der Errichtung der Burg Wartenberg, befand sich die Stammburg der Herren zu Angersbach bei der heutigen evangelischen Kirche in Angersbach.

### Errichtung der Burg
In den Jahren um 1220 ließ Friedrich von Angersbach (ab 1232 Friedrich von Wartenberg genannt) auf dem „Wartenbachhügel“ eine Burg erbauen, der zunächst der Bergfried und anschließend die innere Ringmauer sowie die übrigen Bauten zugeordnet wurden. Die Söhne Heinrich und Dietrich von Wartenberg gelten als die Inhaber der Burg Wartenberg nach dem Tod Friedrichs.

### Zerstörung der Burg
Die Burg wurde im Jahre 1265 durch Truppen von Bertho II. von Leibolz, Abt zu Fulda, im Verlauf einer Fehde mit dem Klostervogt, dem Grafen Gottfried V. von Ziegenhain, zerstört. Der Graf suchte sein Territorium auf Kosten des Abteigebietes zu vergrößern und erhob sich zusammen mit seinen Untervögten, einschließlich derer von Wartenberg, gegen den Abt. Es gelang Bertho, die aufrührerischen Adligen zu besiegen und 15 Burgen seiner Gegner zwischen Rhön und Vogelsberg zu erobern oder zu zerstören, darunter auch die Burg Wartenberg und Schloss Eisenbach bei Lauterbach (Hessen).

## Herren von Wartenberg

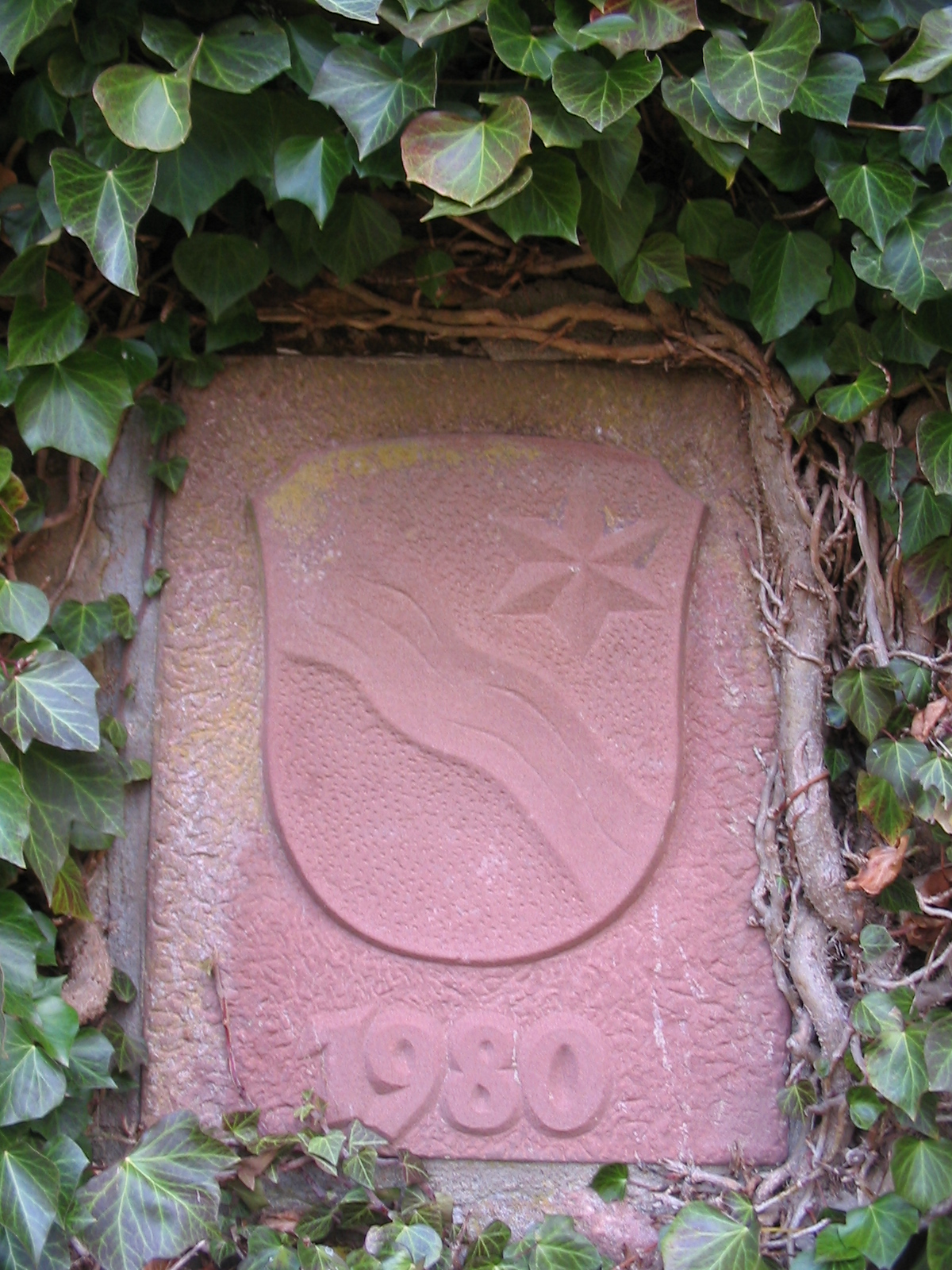
Wartenberger-Wappen an der Außenmauer der Burgruine Wartenberg

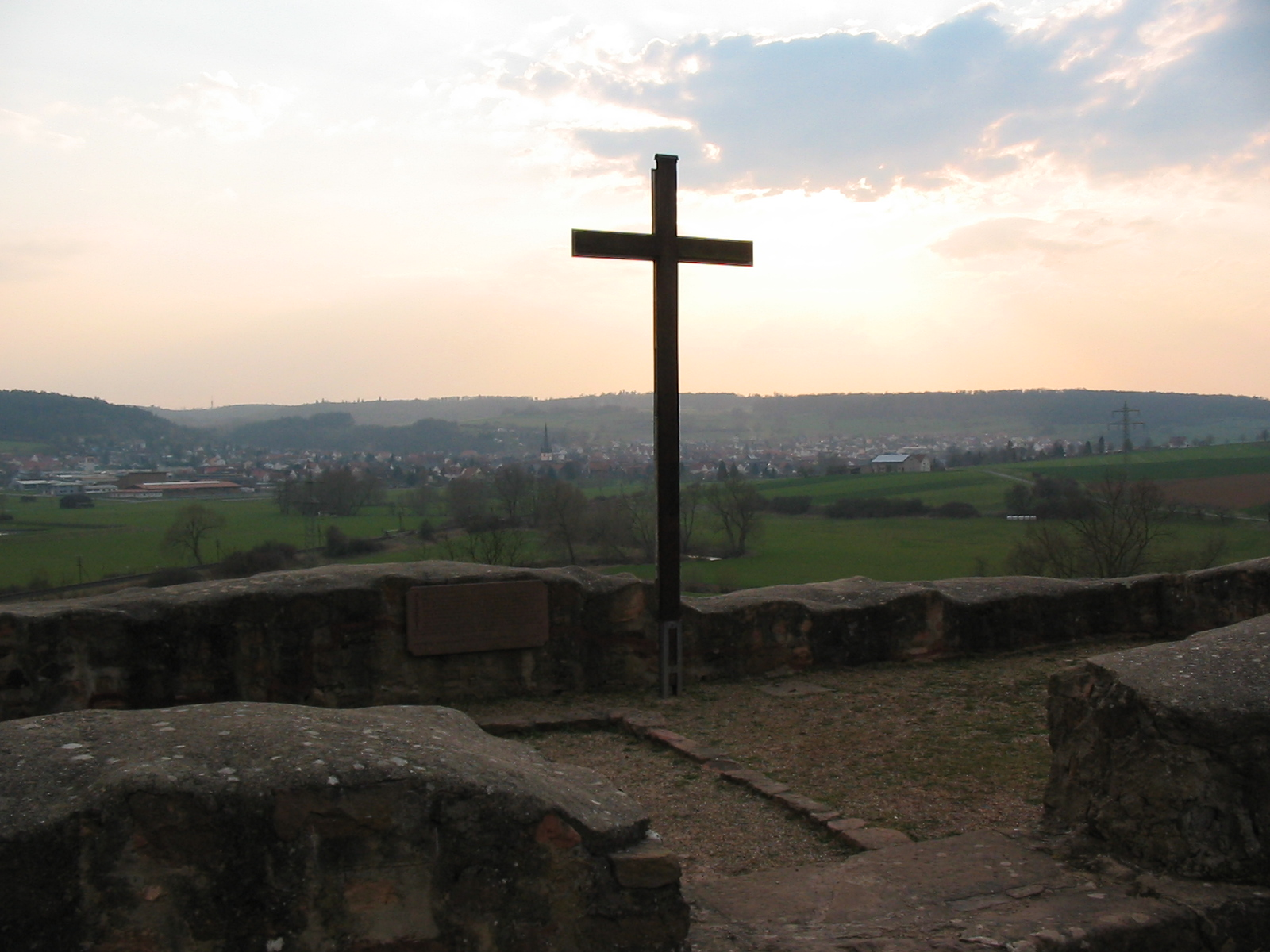
Grundzüge der Burgkapelle mit Kreuz

Die Angersbacher Adligen bewohnten ursprünglich eine kleine Talburg im Dorf. Mit dem Bau der Burg auf dem Wartenberg nannte sich das Geschlecht von Wartenberg, 1242 urkundlich bezeugt. Das Landadelsgeschlecht derer von Wartenberg gehörte zum Dienstadel der Benediktiner-Abtei Fulda und unterstand als Ministeriale (Beamten) dem Abt als Oberlehensherren und als Vasallen dem Grafen von Ziegenhain als Stiftsvogt. (Vögte waren in den rein weltlichen Angelegenheiten für die geistlichen Landesherren tätig.) Die Wartenberger verfügten über ein kleines, geordnetes Herrschaftsgebiet. Ihr Gebiet umfasste die Ortschaften Lauterbach, Maar, Angersbach, Salzschlirf, Müs, Landenhausen und weitere Güter. Weiterhin hatte der Ortsadel das Recht, sowohl die administrative, wie auch judikative und exekutive Gewalt auszuüben. Lauterbach galt wegen des Gerichtstandorts – der Burg Wartenberg – und der Kirchenzugehörigkeit als wartenbergisch.
Die Erben der Burg nach Friedrichs Tod, dieser war der ersterwähnte von Wartenberg, waren seine Söhne Heinrich und Dietrich, welche den Familienbesitz weiterhin verwalteten. Gisela von Wartenberg, Tochter Friedrichs von Wartenberg, heiratete Guntram von Schweinsberg. Von den Söhnen Friedrichs wurde ein Sohn, der auch Friedrich genannt wurde, 1249 Geistlicher in Amöneburg. 1252 verbündete sich Heinrich von Wartenberg mit dem Vogt der Abtei Fulda, Graf Berthold I. von Ziegenhain, dem Heinrich versprach, im Falle eines Krieges seine Burg als Stützpunkt zur Verfügung zu stellen. Die im Laufe des 13. Jahrhunderts immer stärker werdenden Interessengegensätze zwischen dem Abt einerseits und dem Vogt, seinen Untervögten sowie deren Anhang andererseits führten zu einem Konflikt, welcher die Herren von Wartenberg in eine Fehde zwischen dem Grafen Gottfried V. von Ziegenhain und Fürstabt Bertho II. von Leibolz verwickelte. In deren Verlauf wurde die Burg Wartenberg 1265 durch die Truppen des Abts zerstört.
Der folgende aufgezwungene Frieden erbrachte den Wartenbergern erhebliche Sanktionen, wobei ihr Herrschaftsanspruch über das wartenbergische Gebiet für nichtig erklärt wurde. Ferner wurde ihnen der Wiederaufbau der Burg verwehrt. Abt Bertho II. stattete Lauterbach mit den Rechten einer Stadt aus und errichtete dort eine Burg, zu deren Bau die Wartenberger beitragen mussten. Die so entstandene Vogtei Lauterbach teilte der Fürstabt in zwei Hälften. Den Wartenbergern überließ er eine, die andere nahm er an sich. Die Tochter Dietrichs von Wartenberg, Mechthild, war mit Trabodo von Eisenbach verheiratet, sodass die Eisenbacher in den Mitbesitz der Lauterbacher Vogtei kamen. Heinrich von Wartenberg und sein Sohn Friedrich verkauften ihre Hälfte der Lauterbacher Vogtei an das Hochstift Fulda. Dabei stießen sie jedoch auf den Widerstand der Eisenbacher Verwandten, wie eine Fuldaer Gerichtsurkunde aus dem Jahr 1336 verlauten lässt. 1369 starb Friedrich von Wartenberg, und um 1375 folgte ihm seine Frau Else. Die Familie der Wartenberger erlosch mit ihnen; sie ging 1350 in dem Adelsgeschlecht derer von Eisenbach und damit schließlich 1428 in dem der Freiherrn Riedesel zu Eisenbach auf.

## Ausgrabungen und Restaurierung

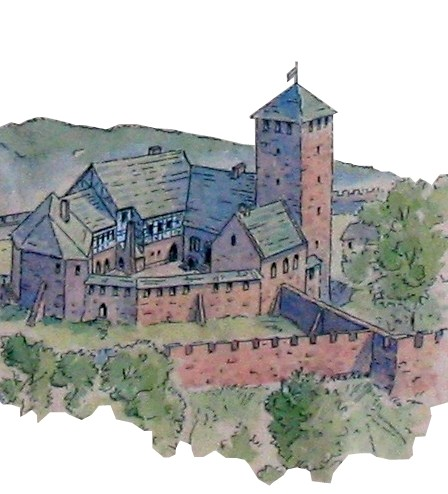
Rekonstruktion der Burg Wartenberg: Nachbildung des ursprünglichen Zustandes

Nachdem die Burgruine den umliegenden Dörfern jahrhundertelang als Steinbruch gedient hatte, begann man 1828 mit ersten Ausgrabungen an der Ruine. Dabei wurden einige Eingänge und Mauern teils freigelegt. In der Zeit zwischen 1850 und 1914 wurden immer wieder Ausgrabungsversuche unternommen, die allerdings keine besonderen Erkenntnisse offenbarten. Erst durch Karl Maurer, dem damaligen Leiter des Hohhaus-Museums in Lauterbach, wurde die Ruine von 1938 bis 1940 freigelegt und als bedeutendes Kulturdenkmal erkannt. Eine Dauerausstellung zahlreicher Funde zeigt das Hohaus-Museum in Lauterbach. Einzelne Funde fanden internationale Beachtung bei der Stauferausstellung 1977 in Stuttgart und in der Ausstellung Phoenix aus Sand und Asche: Glas des Mittelalters 1988 in Bonn.
Maßgeblich in der Wartenbergforschung ist Karl Maurer, der in den Jahren 1938–40 Ausgrabungen leitete und seine Ergebnisse im Jahr 1961 veröffentlichte. Im Jahr 2005 wurden Maurers Forschungen im Rahmen einer Magister-Abschlussarbeit von Susanne Sehrt mit dem Schwerpunkt Vor- und Frühgeschichte an der Philipps-Universität in Marburg neu bewertet. Sehrts Analyse beschränkte sich auf die Metallfunde auf Burg Wartenberg, darunter u. a. Münzen, Fenster-, Tür- und Schlosseisen, Hufeisen, Sporen und Pfeilspitzen. Anhand von Vergleichsfunden anderer archäologischer Grabungen und mittelalterlicher, zeitgenössischer Bildquellen konnte Sehrt Alter und Funktion der Fundstücke bestimmen. Ein Ergebnis war dabei beispielsweise, dass Messer mit Spiralspitzen als Schreibutensilien verwendet wurden und nicht wie angenommen als Besteck. Ferner lassen die über hundert gefundenen Geschossspitzen auf dem Burghügel auf eine kriegerische Niederlage der Burg Wartenberg schließen. Auf der Basis dieser wissenschaftlichen Arbeit glaubt Sehrt, dass die Erbauung mehrere Jahrzehnte zuvor stattgefunden habe und die Zerstörung der Burg im letzten Viertel des 13. Jahrhunderts bestätigt werden kann.

### Ausgewählte Fundstücke

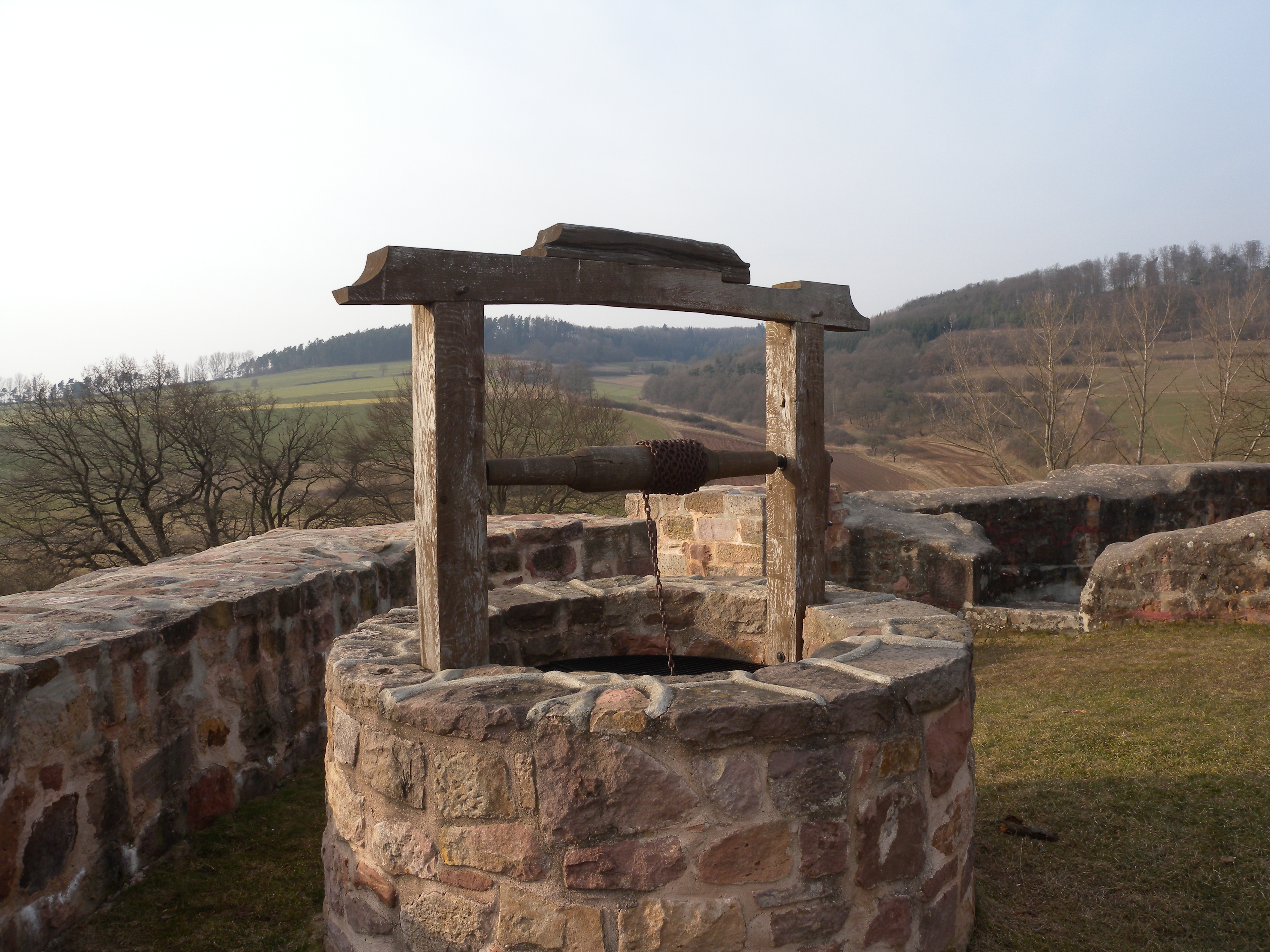
Kernburg-Brunnen

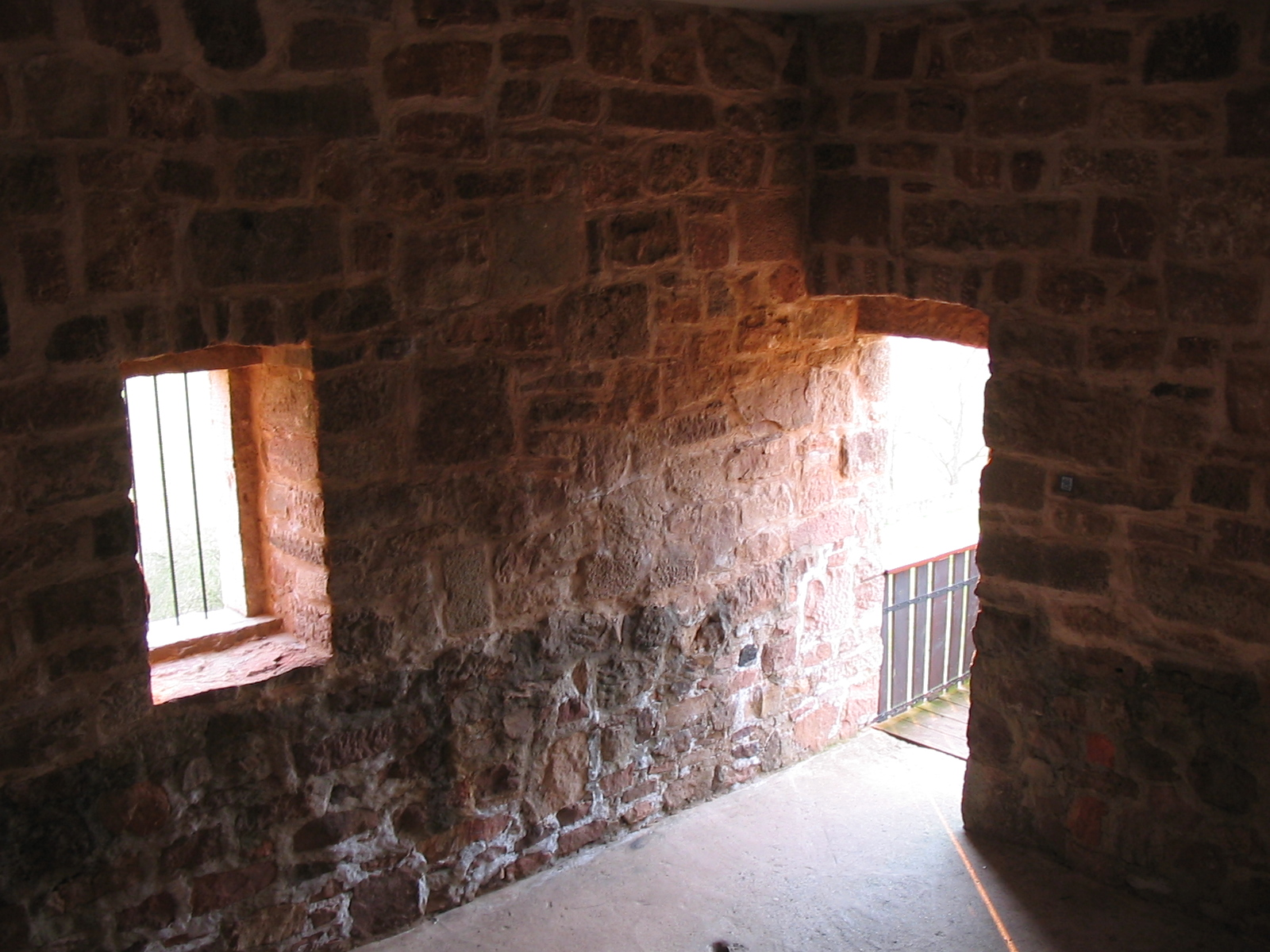
Begehbarer Innenraum des Bergfrieds

- Münzen: 6 Silberbrakteaten, 8 halbierte Silberbrakteaten, 6 zweiseitige Silberpfennige.
- Das Wappen der Wartenberger: 7 cm hohe vergoldete bronzene Wappenapplike; auf blauem (oder grünem) Grund ein weißer Schrägbalken von links oben nach rechts-unten im rechten Feld von einem goldenen Stern überhöht. Vorbild für das heutige Wappen der Gemeinde Wartenberg.
- Blauglasschale, sarazenische Pfeilspitzen, Rosenölampulle, tönerne Feld- oder Pilgerflaschen – in Zusammenhang mit den Kreuzzügen
- Das „Wartebachmännchen“: vermutlich ein kleiner Kultgegenstand, oder ein Spielzeug?
- versch. Bauopfer
- Ein Truhenschlüssel
- Silberglöckchen
- Schmuck: Amulett, Wendehalsring, Halskragen und Doppelspiralnadel
- Der „Steinerne Adler“ – Adlerfigur von der Burg Wartenberg

Das Geschlecht von Wartenberg hatte eine besondere Stellung in der Region, denn es übte die Rechtsprechung aus. Dies wird durch den Fund eines Adlers, der als Symbol für einen Gerichtssitz auf Burg Wartenberg gedeutet wird, belegt.

### Restaurierung
Ziel der Restaurierungsarbeiten sei, so Edmund Lorenz, Vorsitzender der Fördergemeinschaft zur Rettung der Burgruine Wartenberg, die „Burg nicht wieder aufzubauen“, sondern das Baudenkmal aus der Stauferzeit als Ruine für die Nachwelt zu erhalten.
Zu den in ihren Ansätzen wiederhergestellten Bestandteilen der Burg Wartenberg gehören:
- Torbogen

Von 1993 bis 1994 erfolgt durch den Bauhof der Maurerinnung Lauterbach die Wiedererrichtung des Torbogens am Eingang der Kernburg.
- Turmstumpf

Dieser war 1984 in einer Arbeitsbeschaffungsmaßnahme errichtet worden, damals mit einer Höhe von fünf Metern. Seit dem Jahr 2002 ragt der Turm neuneinhalb Meter in die Höhe. Mittels der Erweiterung ist unter der Plattform ein begehbarer Innenraum geschaffen worden, der über eine seitlich am Bergfried angebrachte Treppe erreichbar ist. Das Turmzimmer ermöglicht heute die Abhaltung von Trauungen. Von hier führt eine weitere Treppe zur Plattform, die einen guten Blick über die Burganlage und die weitere Umgebung bietet.
- Burgbrunnen

Seit dem Jahr 2006 befindet sich in der Kernburg, an der Stelle der einstigen Wasserquelle, eine wiederaufgebaute Brunnen-Attrappe, welche das Bild der Burg markant prägt.
- Außenmauer

Die Außenmauer wurde von 2001 bis 2004 aufgemauert.
Weitere Baumaßnahmen wurden in der Kernburg vorgenommen: Darunter waren der Backofen, Keller 2 im vorderen Palas und die innere Ringmauer. Weiterhin wurde die Außentoranlage rekonstruiert.
Die Menschen, die jahrelang bei der Restauration der Burg geholfen haben, sind in einer Steintafel innerhalb des Bergfrieds verewigt.

## Weitere Bilder

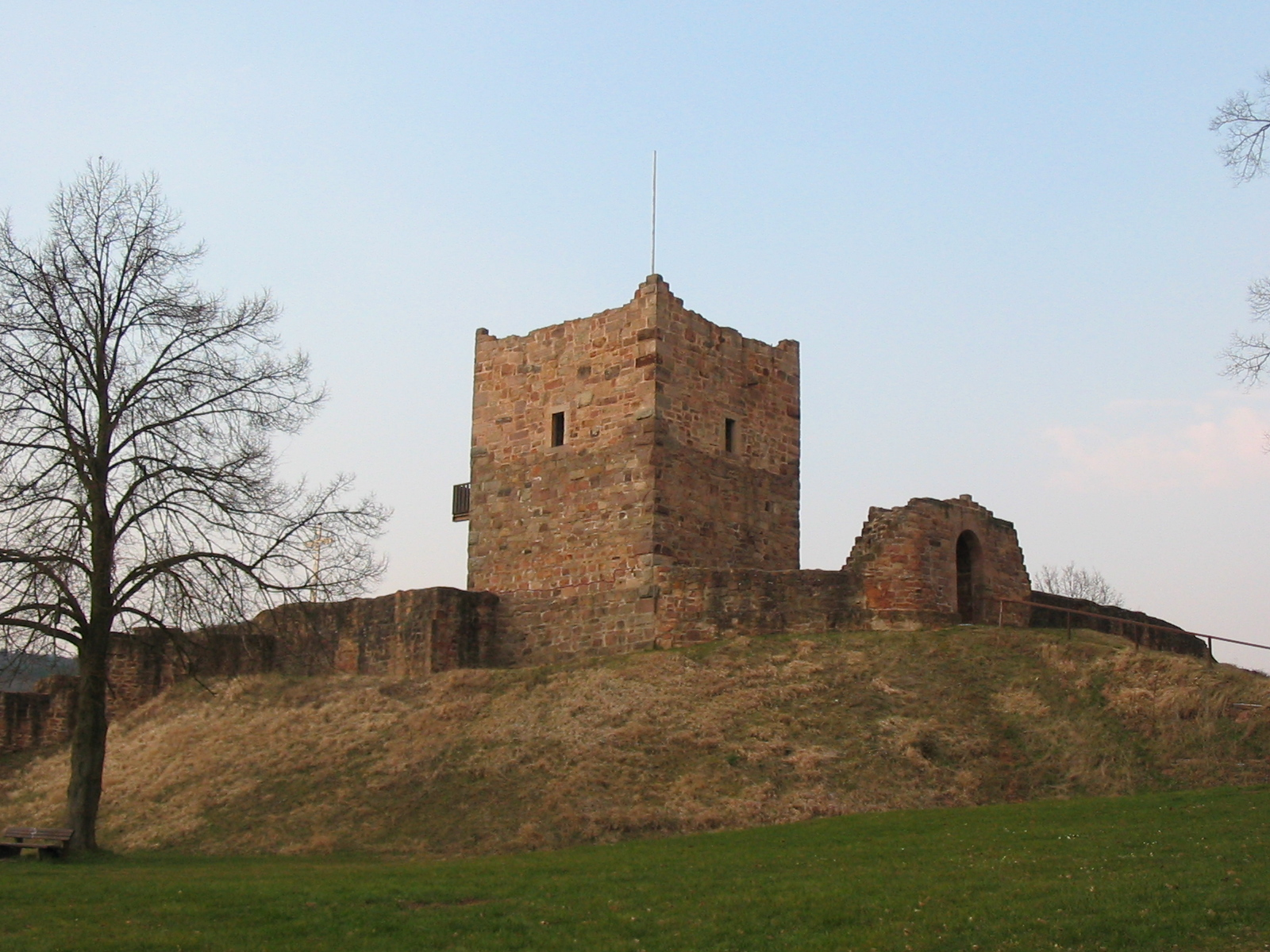
Wartenberghügel
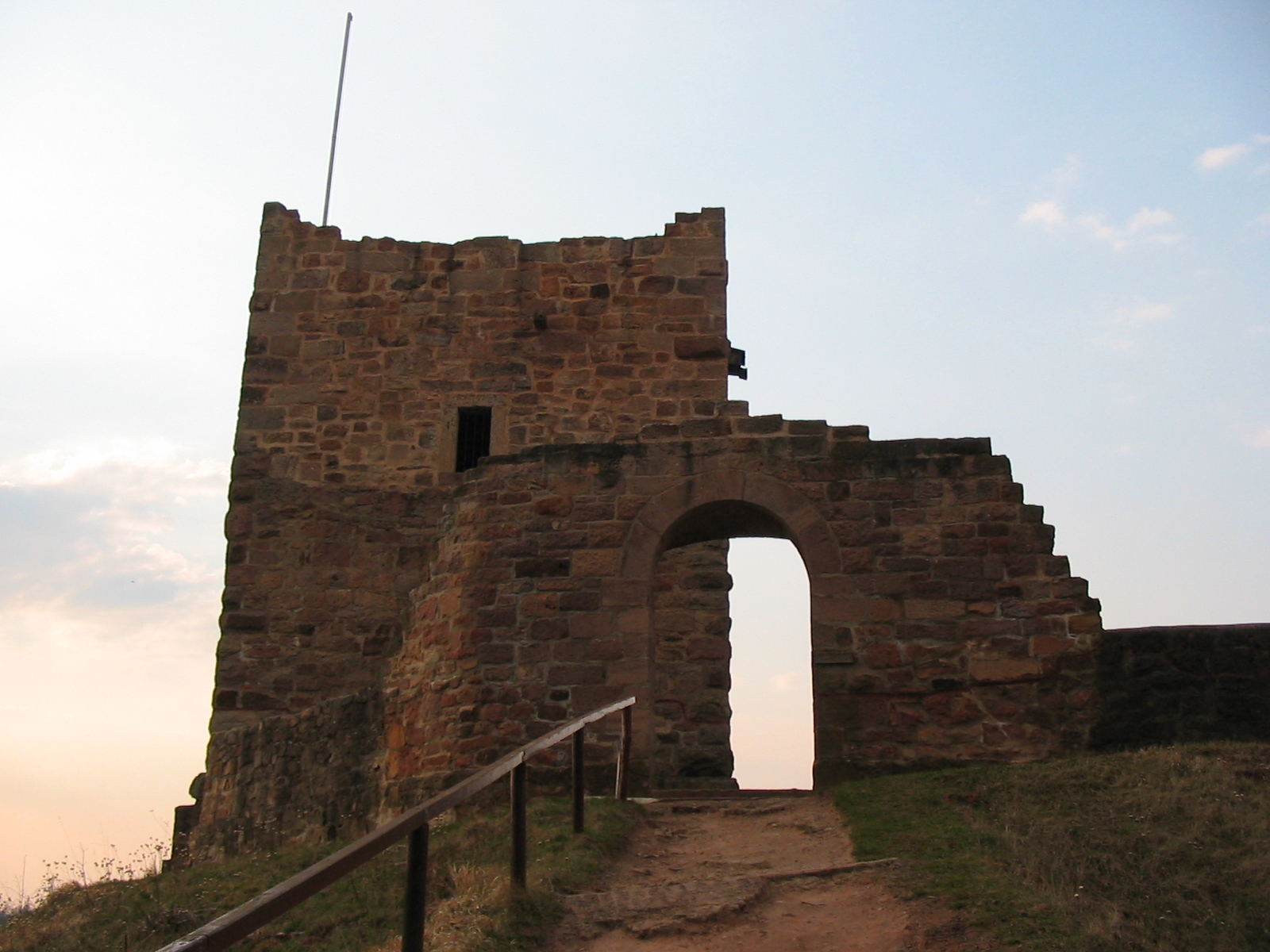
Aufgang zum Eingangstor und Turm
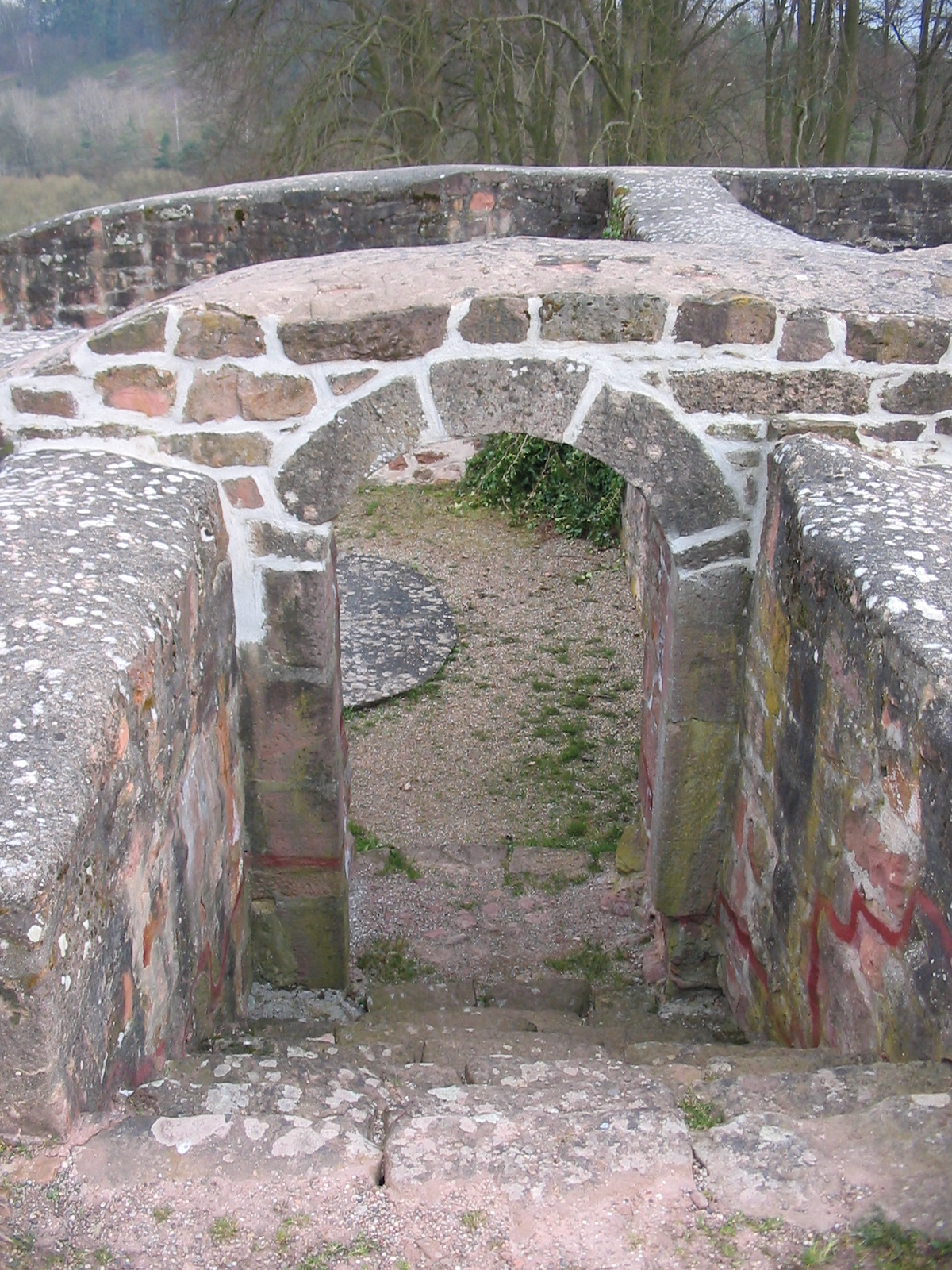
Teil des Kellerbereichs
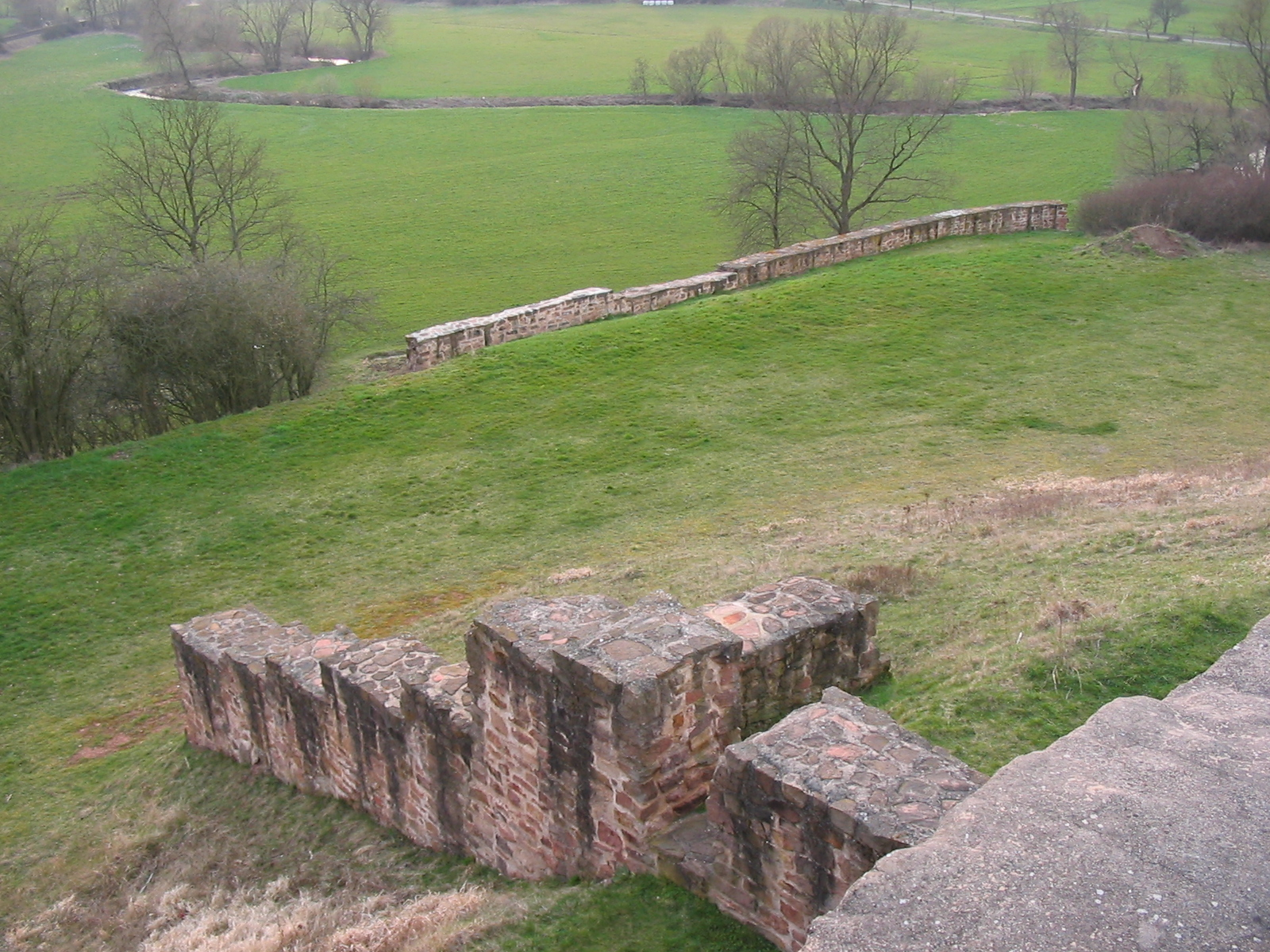
Teilbereich der Außenmaueranlage
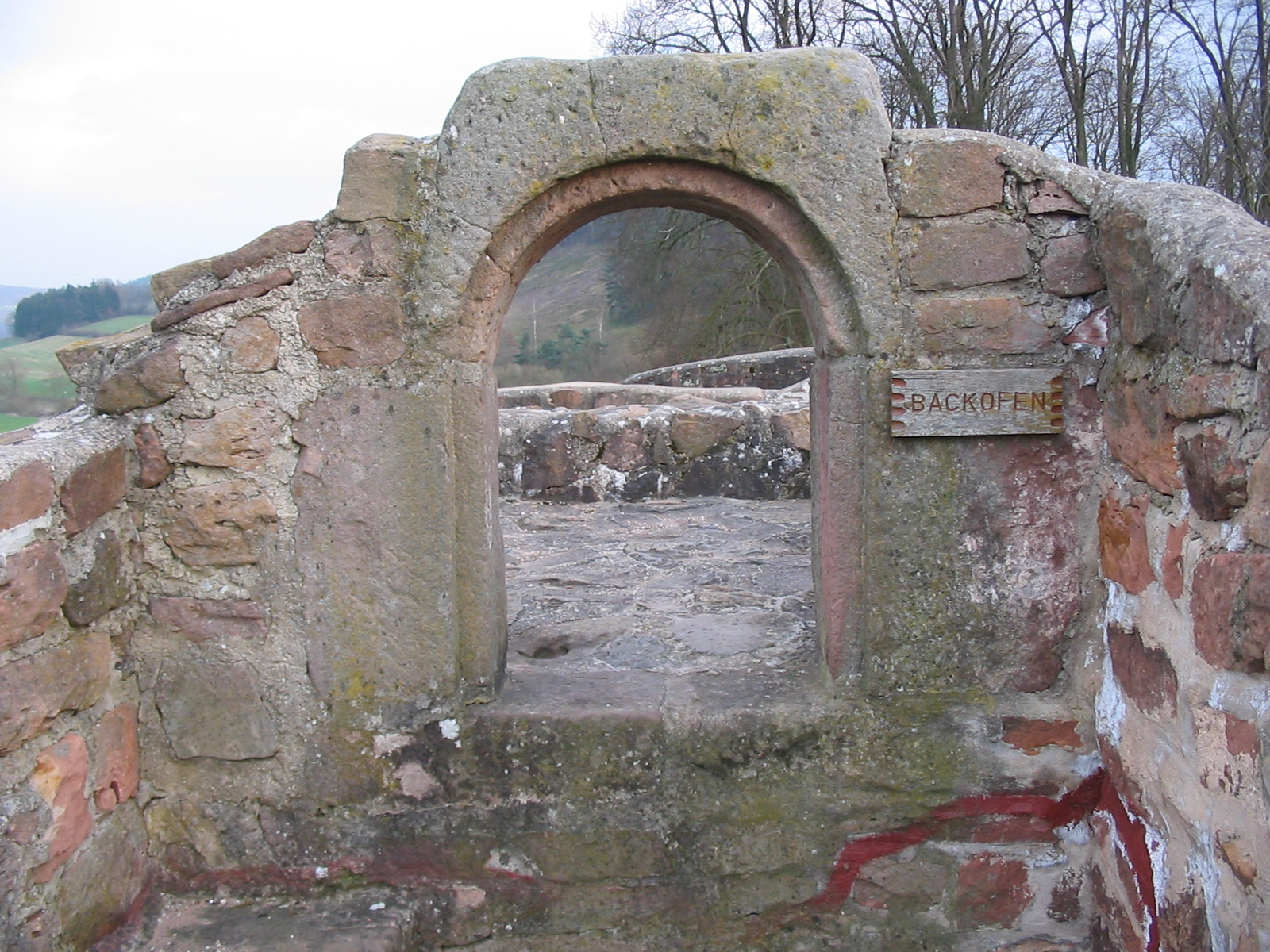
Einstiger Backofen der Burg
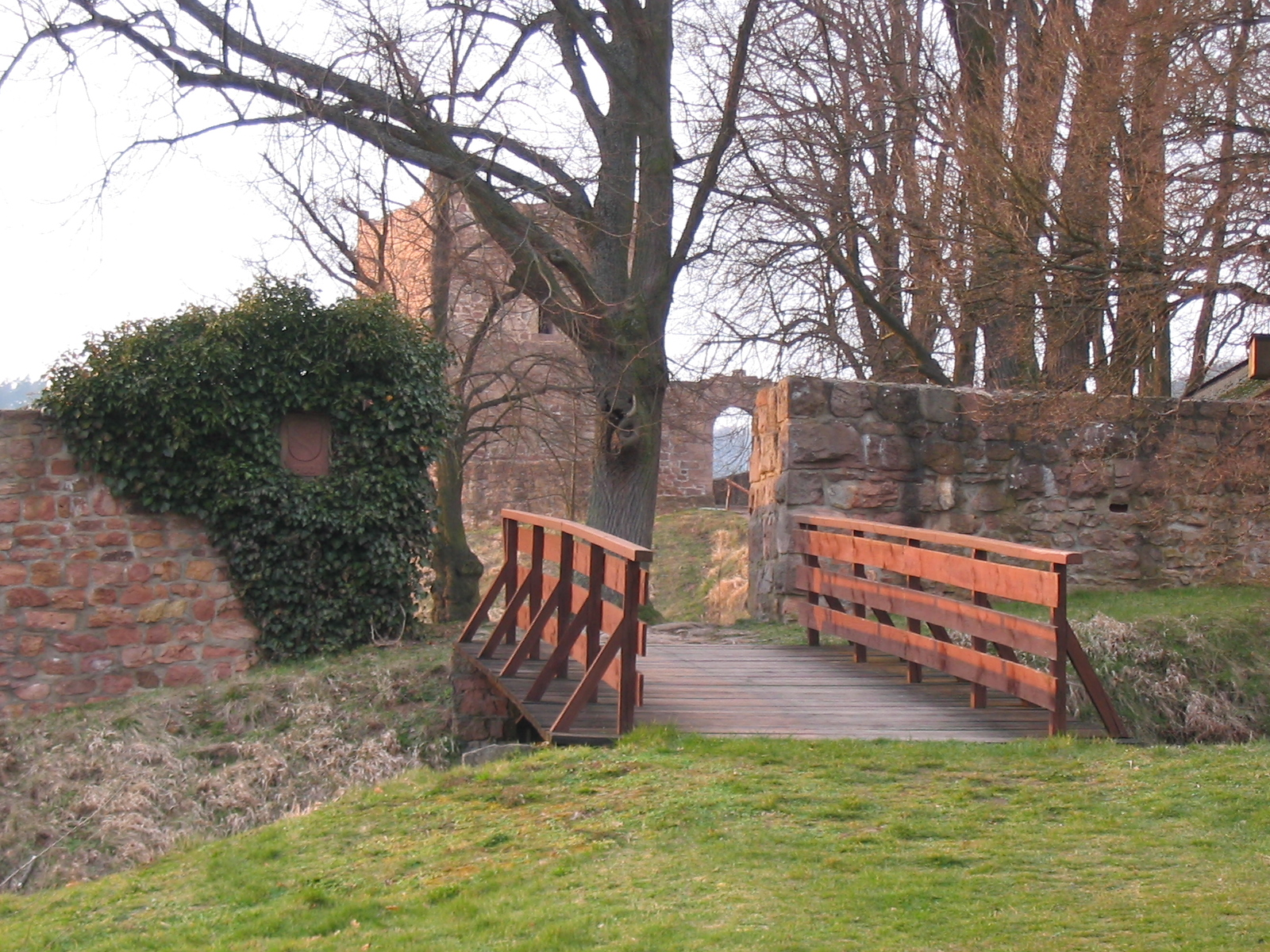
Teil der Außenmauer mit Brücke. Im Hintergrund Turm und Eingangstor zur Kernburg.
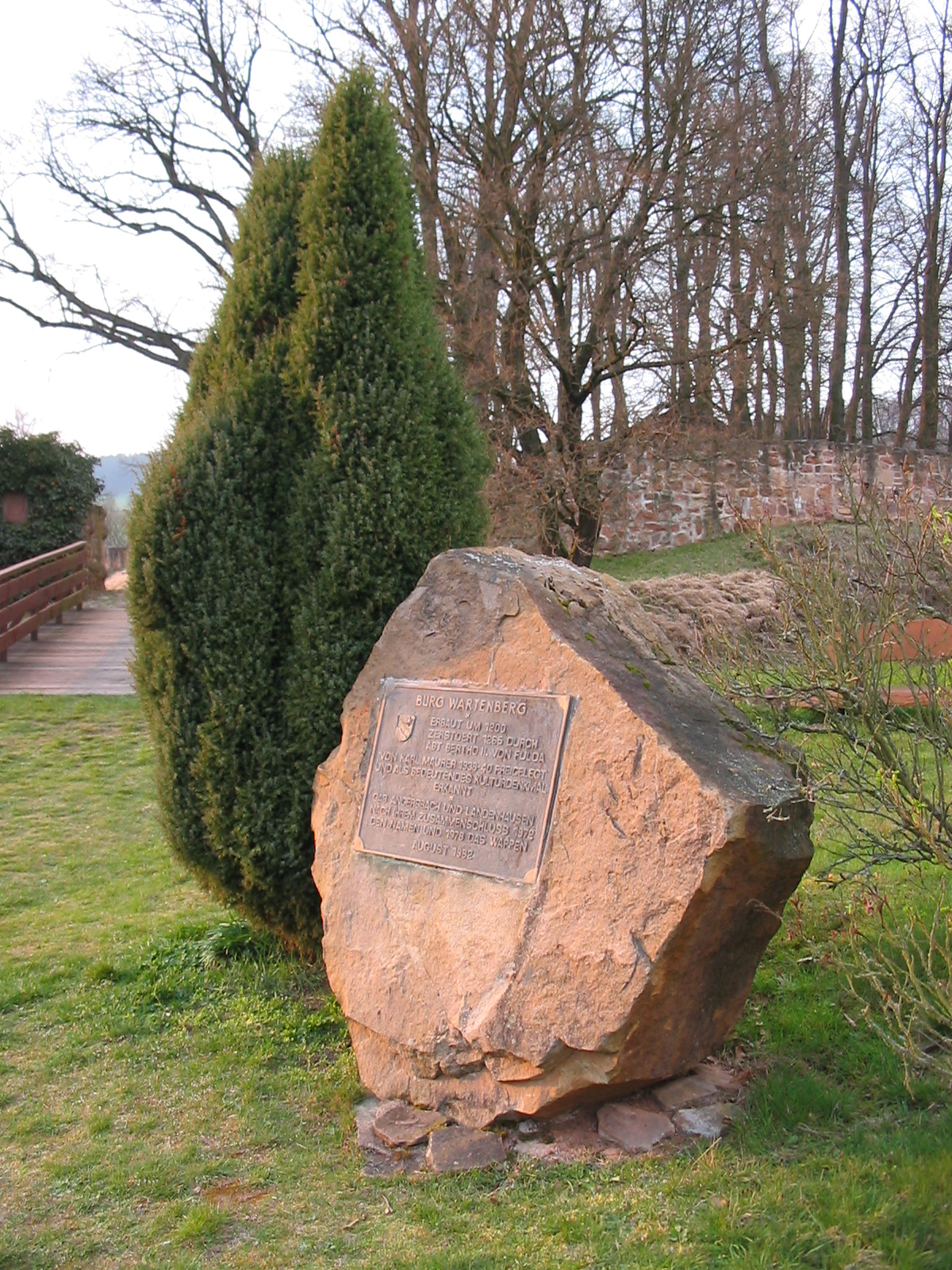
Gedenktafel mit Inschrift vor Burgruine
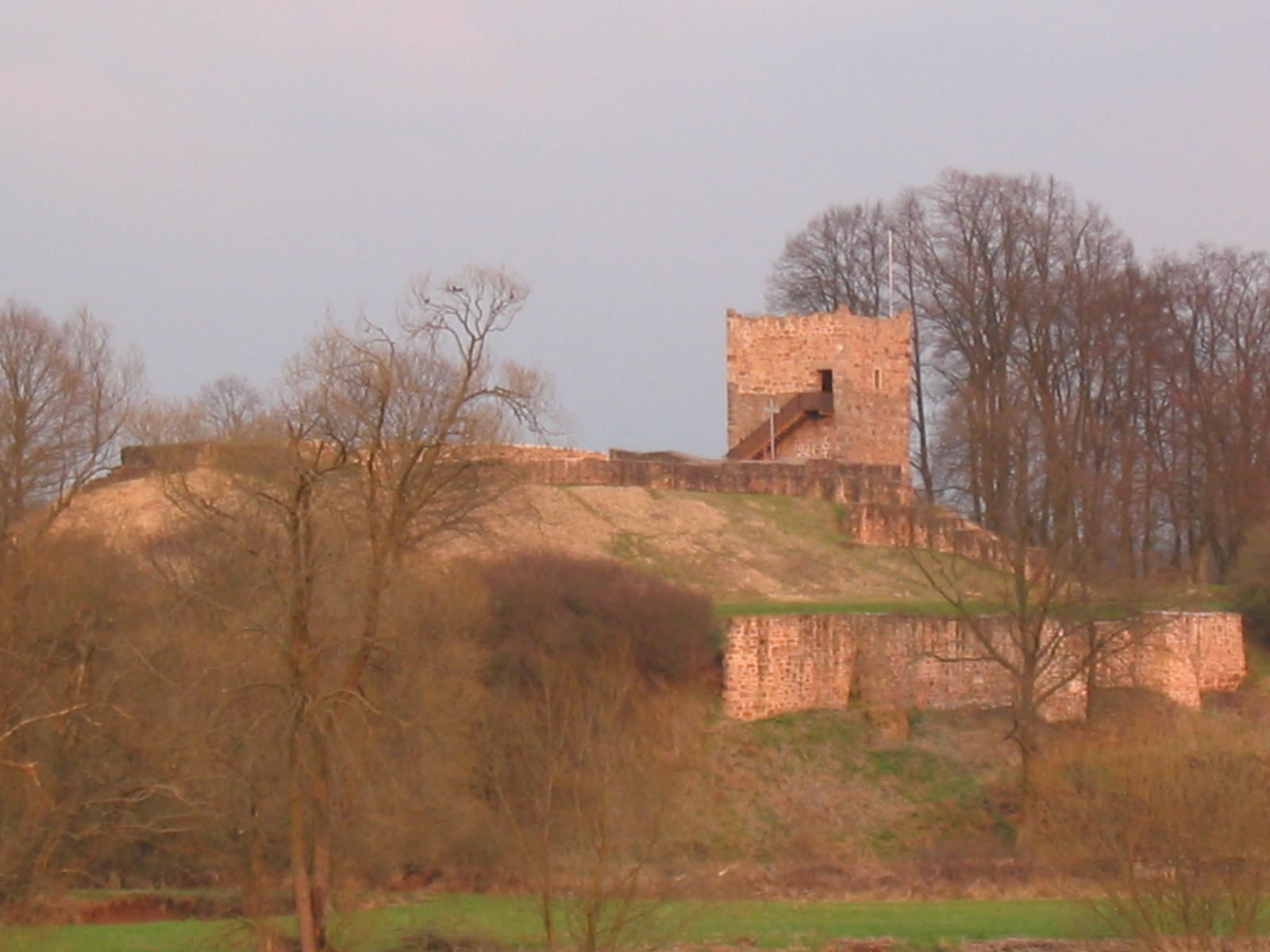
Burgruine aus der Ferne